# Yiğitcan Hekimoğlu
Yiğitcan Hekimoğlu (* 27. April 1992 in Limassol, Zypern) ist ein ehemaliger türkischer Leichtathlet, der sich auf den Sprint spezialisiert hat. Mit der türkischen 4-mal-100-Meter-Staffel wurde er 2018 in Berlin Vizeeuropameister.

## Sportliche Laufbahn
Erste internationale Erfahrungen sammelte Yiğitcan Hekimoğlu im Jahr 2009, als er bei den Jugendweltmeisterschaften in Brixen mit 10,95 s im Viertelfinale im 100-Meter-Lauf ausschied und mit der türkischen Sprintstaffel (1000 Meter) mit 1:55,61 min im Vorlauf ausschied. Anschließend wurde er bei den Balkan-Juniorenmeisterschaften in Schimtari in 10,95 s Dritter im B-Lauf über 100 Meter und gewann mit der 4-mal-100-Meter-Staffel in 42,10 s die Silbermedaille. Im Jahr darauf schied er bei den Juniorenweltmeisterschaften im kanadischen Moncton mit 10,82 s in der ersten Runde über 100 Meter aus und 2011 siegte er bei den Balkan-Juniorenmeisterschaften in Edirne in 10,64 s und 21,05 s über 100 und 200 Meter. Anschließend belegte er bei den Junioreneuropameisterschaften in Tallinn in 10,80 s den achten Platz über 100 Meter und schied im 200-Meter-Lauf mit 21,94 s in der Vorrunde aus. Zudem belegte er mit der türkischen 4-mal-100-Meter-Staffel in 41,57 s den siebten Platz. Im Jahr darauf schied er mit der Staffel bei den Europameisterschaften in Helsinki mit 41,42 s im Vorlauf aus, ehe er bei den Balkan-Meisterschaften in Eskişehir in 41,25 s den fünften Platz belegte. 2014 schied er bei den erstmals ausgetragenen U23-Mittelmeer-Meisterschaften in Aubagne mit 21,57 s im Vorlauf über 200 Meter aus und gewann mit der Staffel in 41,59 s die Silbermedaille hinter dem italienischen Team. Anschließend kam er mit der Staffel bei den Balkan-Meisterschaften in Pitești nicht ins Ziel. Im Jahr darauf entschied er bei den Balkan-Meisterschaften ebendort das B-Finale über 100 Meter in 10,46 s für sich und siegte in 39,35 s im Staffelbewerb. 2017 wurde er bei den Balkan-Hallenmeisterschaften in Belgrad in 6,82 s Erster im B-Lauf über 60 Meter und im Mai gewann er mit der Staffel bei den Islamic Solidarity Games in Baku in 39,56 s die Silbermedaille hinter dem bahrainischen Team. Anschließend gelangte er mit der Staffel bei den Weltmeisterschaften in London mit 38,73 s im Finale auf den siebten Platz. Im Jahr darauf schied er bei den Mittelmeerspielen in Tarragona mit 21,15 s im Vorlauf über 200 Meter aus und gewann mit der Staffel in 38,50 s die Silbermedaille hinter dem italienischen Team. Anschließend belegte er bei den Balkan-Meisterschaften in Stara Sagora in 21,38 s den siebten Platz über 200 Meter, ehe er bei den Europameisterschaften in Berlin mit 10,40 s in der ersten Runde über 100 Meter ausschied. Zudem gewann er dort mit der Staffel mit neuem Landesrekord von 37,98 s gemeinsam mit Emre Zafer Barnes, Jak Ali Harvey und Ramil Guliyev die Silbermedaille hinter dem britischen Team. 2023 beendete er dann seine aktive sportliche Karriere im Alter von 31 Jahren.
In den Jahren 2011 und 2015 wurde Hekimoğlu türkischer Meister im 100-Meter-Lauf sowie 2018 über 200 Meter. Zudem wurde er 2014 Hallenmeister im 60-Meter-Lauf.

## Persönliche Bestleistungen
- 100 Meter: 10,34 s (−0,9 m/s), 14. Juli 2018 in Erzurum
  - 60 Meter (Halle): 6,82 s, 2. Februar 2013 in Istanbul
- 200 Meter: 21,15 s (+1,1 m/s), 8. Juli 2018 in Bursa